# Aguiró

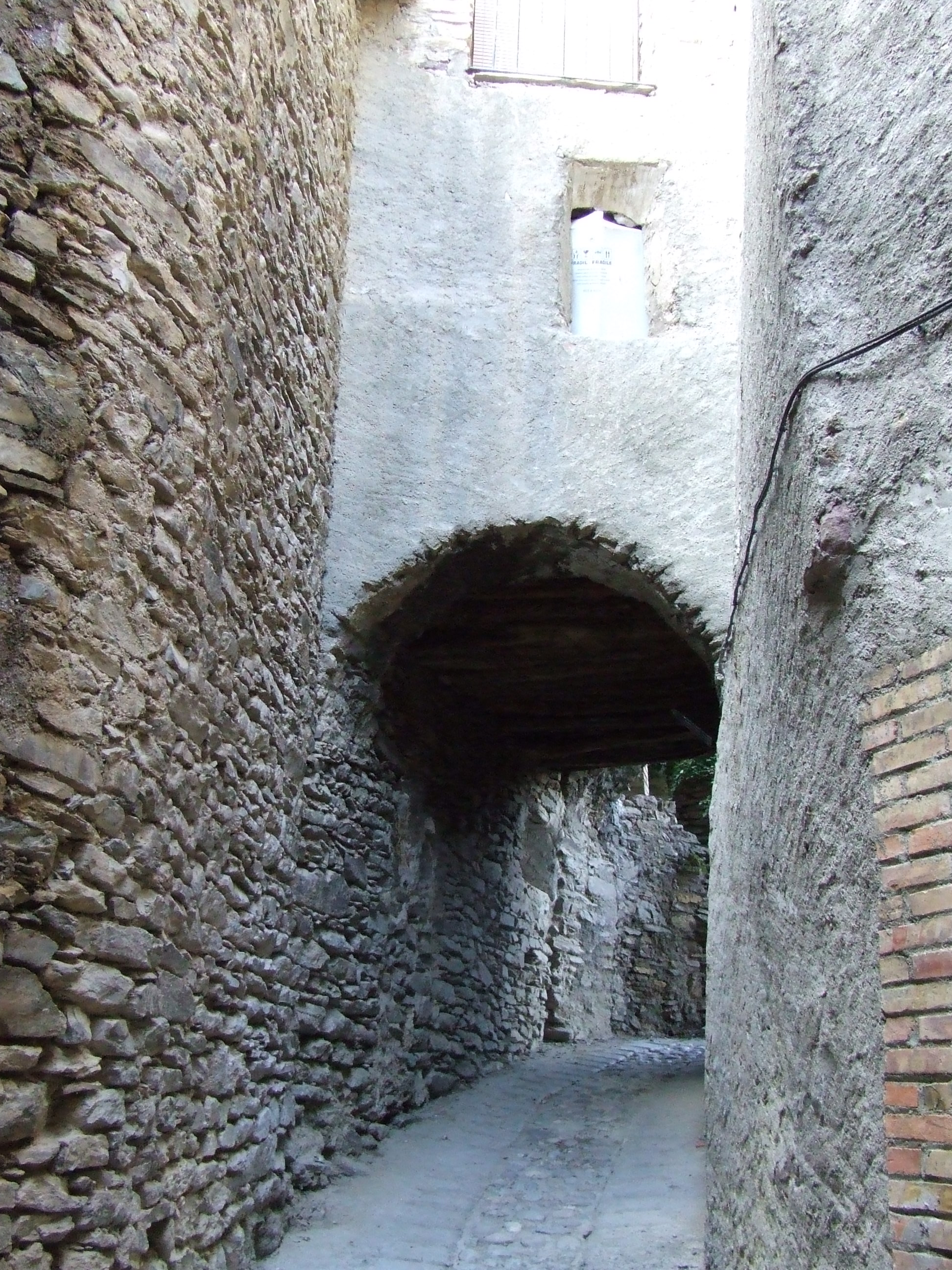
Portal interior del pueblo.

Aguiró es una localidad española perteneciente al municipio de La Torre de Cabdella, en la provincia de Lérida, comunidad autónoma de Cataluña.
Es uno de los tres pueblos del Solà, junto con Astell y Oveix, y originalmente ya formaban parte del término primigenio de la Torre de Capdella.
En los documentos medievales aparece mencionado como Idiror, o variantes en torno a este nombre (Daydiro, por ejemplo).
Está situado al suroeste del antiguo municipio de La Torre de Cabdella, pero en el término actual del mismo nombre queda en la zona central, al lado de poniente. Se accede por una pista rural asfaltada que sale del kilómetro 12,5 de la carretera L-503, 1,5 km al norte de Molinos. Esta pista, llena de curvas, sube al pueblo de Astell en poco más de 2,5 km y continúa hacia Oveix y Aguiró. Al cabo de 1,6 km desde Astell está el desvío hacia Oveix (izquierda) y Aguiró (derecha), donde se llega en casi 1,5 km más.
La iglesia de Aguiró es parroquial, de construcción románica, y está dedicada a San Juan Bautista. Cerca del pueblo, además, se encuentra la ermita en ruinas de la Virgen de las Nieves o del Coll. Esta parroquia pertenece al obispado de Lérida, por haber pertenecido, en la Edad Media, al obispado de Roda de Ribagorza. Formando parte de la unidad pastoral 24 del arciprestazgo de la Ribagorza.
A poniente del pueblo, en el collado que le da nombre, está la capilla de la Nuestra Señora del Coll.

## Historia
Aguiró pertenecía a los dominios del monasterio de Sant Genís de Bellera, y más adelante al monasterio de Santa María de Lavaix.
Entre 1812 y febrero de 1847 Aguiró disfrutó de ayuntamiento propio. Se formó a partir de la promulgación de la Constitución de Cádiz, y fue suprimido, agregándolo a La Torre de Cabdella, debido al límite fijado en la ley municipal de 1845 del mínimo de 30 vecinos (cabezas de familia) indispensables para mantener el ayuntamiento propio.
Hasta la extinción de los señoríos (siglo XIX), Aguiró perteneció al Marqués de la Manresana.
En el Diccionario geográfico ... de Pascual Madoz, de 1845, se habla de Aguiró:

situado en una altura dominada por dos montañas, combatida por los vientos del oeste, el clima es frío, pero sano. Tenía 16 casas distribuidas en dos calles desiguales y mal formadas, y la iglesia parroquial. El pueblo contribuía a pagar la escuela de Viu de Llevata, pero no iba ningún niño, ya que ese pueblo está a 8 horas y media de camino muy difícil. El terreno es quebrado, formado por montañas muy empinadas. Se cultivan 400 cuarteras, el resto es para pastos. Se produce centeno, cebada, patatas abundantes y legumbres, además de muy buenas manzanas de invierno. Se criaban ovejas, cabras y cerdos, y se recrías mulas. La caza es de perdices, conejos y liebres. Formaban el pueblo 30 vecinos (cabezas de familia) y 75 almas (habitantes).

En la descripción de Ceferí Rocafort (op. cit.), Aguiró tiene 28 edificios, con 58 habitantes. Esta descripción data de poco antes del 1915. Aguiró tenía 42 habitantes en 1981, y en 2005 se mantiene en 39.